# Plzeňska biskupija
Plzeňska biskupija (češ. Diecéze plzeňská, lat. Dioecesis Pilznensis) je dijeceza Katoličke Crkve u Češkoj sa sjedištem u gradu Plzeňu i u sastavu Praške nadbiskupije i pod upravom njezinog nadbiskupa i kardinala Dominika Duke.
Biskupiju je na dan 31. svibnja 1993. uspostavio papa Ivan Pavao II. i biskupom imenovao Františeka Radkovskýog. Biskupska prvostolnica je katedrala Sv. Bartolomeja u Plzeňu. Dužnost generalnog vikara obnaša Josef Žák. Od 30. travnja 2016. dužnost biskupa obnaša Tomáš Holub.

## Povijest
Već od svoga osnutka biskupija se bori s dva velika problema: financijskim problemom, zbog čega rasprodaje i neke dijelove crkvene imovine, ali i još važnijim demografskim problemom. Naime, zbog niskog udjela katolika na području biskupija, njih svega 17%, biskupija ima problem s nedostatkom svećenika. Te probleme je biskupija pokušala riješiti uzajamnim pomaganjem s drugim biskupijama, i u Češkoj i u svijetu. Zbog doseljenja velikog broja Slovaka 1. rujna 2007. osnovana je nova župa Plzen-Bory, kako bi biskupija pratila povećanje broja stanovnika izazvanog useljavanjem Slovaka. Od 1. listopada 2007. biskupija je organizirana u 71 župu svrstanih u 10 vikarijata, čiji se rad temelji na 25 novih svećenika iz inozemstva, od kojih je 17 Poljaka, 4 Slovaka, 3 Talijana i 1 Ukrajinac.

## Unutarnje poveznice
- Katolička Crkva u Češkoj
- Praška nadbiskupija

## Vanjske poveznice
- http://www.gcatholic.org/dioceses/diocese/XXXX0.htm%5Bneaktivna+poveznica%5D
- Catholic Hierarchy (engl.)
- Službene stranice biskupije (češ.)